# Heroes of Might and Magic V
Heroes of Might and Magic V (укр. Герої Меча та Магії V, також Герої V або HoMM5) — це п'ята частина Героїв Меча та Магії, серії відеоігор жанру покрокової стратегії. Розроблена компанією Nival Interactive під керівництвом власника серії — компанії Ubisoft, яка також стала видавцем гри. Heroes of Might and Magic V була випущена 16 травня 2006 в Європі і 24 травня того ж року в США та Канаді.
Сюжет гри не пов'язаний з попередніми частинами. Heroes of Might and Magic V є першою відеогрою, яка зображує новий світ серії Heroes of Might and Magic — Ашан.

## Ігровий процес

Герой на карті пригод знайшов шахту з охороною

### Основи
Heroes of Might and Magic V є покроковою стратегією, тому геймплей відбувається за кроками, за кожен з яких гравець і його противник можуть зробити визначену кількість дій. Керовані гравцем герої подорожують картою пригод, яка зображає світ з видом згори, борються з ворогами своїми арміями і розбудовують міста для просування сюжетом чи виконання поставленого завдання. У грі розвинена рольова система персонажів: вони повинні розвивати свої параметри і численні здібності за досвід, отримуваний в битвах, дбати про спорядження.
Більшість героїв, істот, міст, об'єднані у фракції на основі належності до певної держави і світогляду. Кожна з ігрових фракцій володіє унікальними елементами, які визначають специфіку гри за неї та протидії їй. При цьому всі фракції можуть вивчати однакову магію і мають загальну схему ієрархії військ. Найм військ, розбудова міста і покупка корисних предметів відбуваються за ресурси кількох видів. Всі вони однакові для фракції, але кожна має певні схильності до видобування одного з них. Добувати ресурси можна в шахтах, знаходити на карті пригод у вигляді купок, або як скарби, які зазвичай мають охорону.
Коли два ворожих героя стикаються на карті пригод, гра переходить в тактичний режим бою. Дія переноситься на порівняно невелику місцевість, де гравець вказує своїм військам куди рухатися і кого атакувати, згідно черговості кроків. При цьому кожний вид істот в армії має свої параметри дальності ходу, сили атаки, захисту тощо. Всі істоти одного типу збираються в загони, зображені однією моделлю з показником реальної кількості бійців у ньому. Розмітка (сітка) поля бою не шестикутна, як в попередніх іграх серії, а квадратна. Основна маса істот займає одну клітинку, але деякі особливо великі, наприклад дракони, займають одразу чотири. Бойові машини (Баліста, Катапульта, Намет першої допомоги, Візок з боєприпасами) знаходяться поза основним полем бою, але діють за кроками, як війська, і можуть бути знищені.

### Герої та війська

Битва: герой з армією атакує місто

Герої є персонажами, які водять із собою армії, розвідують місцевість, захоплюють місця видобутку ресурсів та міста. Всі вони в боях або пожертвуванням знайдених скарбів селянам отримують досвід, виражений в очках. Коли рівень досвіду досягає визначеного рівня, герой отримує новий рівень розвитку, а з ним збільшення своїх параметрів і можливості до спеціалізації у якійсь зі сфер життя. Герої володіють зброєю і спорядженням, які змінюють їхні параметри і здібності, як наслідок значною мірою визначають і можливості армії. Кожен герой здатний водити із собою не більше за 7 загонів, але кількість істот в них необмежена. Армії здебільшого поповнюються в містах, але перебувати в самому місті може тільки один герой. Вважається, що другий відвідує його, але стоїть разом з армією поза міськими стінами і приймає підкріплення з-за них.
У Heroes of Might and Magic V герої отримали можливість не тільки застосовувати чари, але і безпосередньо атакувати супротивників (завдаючи ушкодження будь-якій істоті на полі бою, крім ворожого героя), але тільки під час свого кроку. Загинути на полі бою герой не може, але, якщо вся його армія знищена, він зникає з війська і стає доступним для повторного найму в таверні. Виняток становлять герої в сюжетній кампанії, втрата яких означає миттєву поразку. Як і в третій частині, герой не може існувати без армії. На відміну від двох попередніх ігор серії, кожному замку відповідає не два, а один клас героя, як це було в першій частині. Клас визначає початкові здібності та схильності героя.
Герої володіють чотирма первинними характеристиками, які також додаються до відповідних характеристик воїнів їхньої армії: Атака (англ. Attack, обсяг завдаваних ушкоджень), Захист (англ. Defense, здатність зменшити шкоду від ворожої атаки), Бойовий дух (англ. Morale, шанс на повторення атаки чи ходу) і Удача (англ. Luck, шанс завдати понаднормових ушкоджень чи ходити далі, ніж звичайно). Крім того, є дві первинні характеристики, що відносяться до магічних здібностей самого героя: Сила Магії (англ. SpellPower, визначає силу заклять) і Знання (англ. Knowledge, визначає запас магічної енергії мани). Додатково кожен герой може володіти декількома навичками (англ. Skills), що допомагають йому в якійсь зі сфер життя. Всього в грі 12 навичок, не рахуючи унікальних для кожного класу (расових), але герой може мати не більше 6, одна з яких обов'язково расова. Кожна звичайна навичка має 3 рівня — основний, просунутий і експертний; расова навичка може мати 4-й рівень, але для його отримання необхідний артефакт «Кулон майстерності». Кожна навичка не тільки сама по собі дає певні переваги, але й відкриває доступ до подальшої спеціалізації — умінь (англ. Abilities). Від кожної навички герой може отримати до 3-х умінь, по одному за кожен рівень навички. Уміння поділяються на загальні для кожних класів і унікальні для класу. Расова навичка відкриває доступ до одного суперуміння (англ. Superability), для одержання якого герой повинен досягти 22-30-го рівня і мати строго визначений попередній набір навичок і умінь.
Більшість навичок взяті з третьої частини майже без змін, причому деякі навички з третьої частини стали вміннями (наприклад, «Навігація», «Пошук шляху»). Всього в грі 13 навичок:
- Напад — підвищує ушкодження, завдавані військами героя противнику в ближньому бою;
- Захист — зменшує ушкодження, завдавані противником військам героя в ближньому бою;
- Лідерство — підвищує бойовий дух військ героя;
- Удача — підвищує удачу військ героя;
- Управління машинами — надає можливість точного керування бойовими машинами і збільшує їхню ефективність;
- Логістика — збільшує відстань, яку герой проходить за крок;
- Освіта — збільшує кількість одержуваного героєм досвіду і підвищує всі 4 основних параметра;
- Чаклування — дозволяє герою частіше використовувати заклинання в бою і збільшує їх ефективність;
- Магія Світла — дозволяє герою вивчати заклинання магії Світла високих рівнів і збільшує їх ефективність;
- Магія Темряви — дозволяє герою вивчати заклинання магії Темряви високих рівнів і збільшує їх ефективність;
- Магія Хаосу — дозволяє герою вивчати заклинання магії Хаосу високих рівнів і збільшує їх ефективність;
- Магія Заклику — дозволяє герою вивчати заклинання магії Прикликання високих рівнів і збільшує їх ефективність;
- Расова навичка — рівень оволодіння унікальною навичкою своєї фракції.

Колесо умінь
Для гравця не є очевидним шлях розвитку його героя і взаємозв'язки між уміннями, що відкриваються з кожним новим рівнем розвитку героя. Для простої орієнтації в системі навичок і планування розвитку героя, шанувальниця гри під псевдонімом Aurelain написала програму Skillwheel (Колесо умінь), в якій представила всі навички та вміння в наочній формі колеса (окреме «колесо» є для кожного класу героя). Версії програми від 1.x  до 2.x відповідають оригінальній грі і доповненню «Молоти Долі». Версії 3.x відповідають доповненню «Племена Сходу». Існує модифікація, яка дозволяє викликати «Колесо умінь» за потреби прямо в грі. В сьомій частині серії розвиток умінь вже офіційно представлений у вигляді колеса.

### Міста
Кожна фракція на кожній карті, в кампанії чи звичайному сценарії, володіє хоча б одним містом. У місті можна наймати і розвивати свою армію, а також будувати спеціальні споруди, які дають певні бонуси герою чи фракції взагалі. Якщо місто буде втрачене, то в більшості випадків це означає поразку.
Головний параметр при будівництві нових споруд в місті — рівень міста, який виражається в кількості вже зведених у ньому будівель. Удосконалення наявних будівель також враховуються в рівні міста. Вимоги щодо будівництва однотипних будівель для кожної фракції можуть відрізнятися, наприклад, в Академії Магії для будівництва Ратуші необхідно звести Магічну гільдію, а в інших містах цієї вимоги немає.
Кількість прибутку золота від міста визначає Будинок старійшин і його удосконалення (Будинок старійшин, Ратуша, Магістрат, Капітолий). Капітолий можна побудувати лише в одному місті на всю карту. У всіх «жител істот» є вдосконалений варіант, що дозволяє наймати вдосконалені версії військ. До деяких жител додається прибудова, яка збільшує приріст армії за тиждень.
Ринок дозволяє обмінювати одні ресурси на інші, курс обміну залежить від числа ринків, що їх більше, то вигідніший обмін. Удосконалення ринку — Склад, дає по 1 одиниці за крок ключового для фракції ресурсу.
Форт і його вдосконалення (Цитадель і Замок) збільшують обороноздатність міста зміцненням стін, додаванням оборонних башт та рову навколо мурів. Цитадель збільшує приріст істот у півтора рази, а Замок — удвічі.

### Магія
Загальні принципи дії магії у грі схожі на Heroes of Might and Magic III. Як і колись, заклинання застосовуються, переважно, героєм, і на використання магії він витрачає магічну енергію — ману. Всі заклинання розділені на 5 рівнів (кіл). У кожному з міст може бути побудована Магічна гільдія, яка має до 5 рівнів, які містять заклинання відповідного кола. На 1-3-му рівнях знаходиться по 3 заклинання, на 4-му і 5-му — по 2 (це число підвищується на 1 у містах Академії Чаклунства, завдяки спорудженню Бібліотеки). Набір заклинань в гільдії передбачуваніший, ніж у попередніх частинах гри, і відповідає ігровим фракціям: у містах Притулку та Лісового Союзу на всіх рівнях присутні заклинання магії Світла, в некрополі — магії Темряви, а в містах Ліги Тіней — магії Хаосу. Герой, який відвідав місто з магічною гільдією, може навчитися наявним в ній заклинанням. Відмінність від Heroes III полягає в тому, що тепер для вивчення заклинання 3 рівня і вище герою потрібен певний рівень навички у відповідній школі магії. Всього існує 4 школи магії, по 10 заклинань у кожній (по 2 на рівень):
- Магія Світла — містить заклинання-благословення, які підвищуючи параметри союзників (деякі з них прямо протилежні прокляттям магії Темряви і скасовують їх при накладенні). Найсильніше заклинання, «Святе слово», завдає ушкодження всім «злим» фракціям.
- Магія Темряви — до неї входять заклинання-прокляття, що ослабляють війська противника, на вищих рівнях знаходяться заклинання керування розумом. Єдиним заклинання магії Темряви, що накладає позитивний ефект, є «Вампіризм», яке тимчасово перетворює загін на нежить і дає здатність поповнювати здоров'я і воскрешати померлих воїнів загону, атакуючи живих істот противника. Найсильніше заклинання, «Нечестиве слово», завдає на полі бою ушкодження всім «добрим» фракціям.
- Магія Хаосу — містить заклинання атаки, які використовують одну з чотирьох стихій: Повітря, Землю, Воду чи Вогонь. Герої Ліги Тіней можуть, з допомогою спеціальної будівлі в місті, бачити до якої стихії належать істоти і завдавати більших ушкоджень істотам протилежних стихій.
- Магія Заклику — прикликає істот або сили на поле бою. До неї ж належить заклинання «Небесний щит», який поглинає 25-50 % ушкоджень, одержуваних загоном (щит має певний запас міцності).
- Рунічна магія з'явилася в доповненні «Молоти Долі» разом з її носіями — гномами. Рунічна магія застосовується тільки в бою і накладається тільки на свої війська. Вона накладає позитивні ефекти, такі як збільшення дальності ходу чи подвійну атаку. Рунічна магія використовує замість мани звичайні ресурси. Одну і ту ж руну можна накласти на кожного юніта тільки один раз за бій. Проте уміння «Велика руна» дозволяє використовувати руну вдруге за втричі вищу ціну. «Оновлена руна» дозволяє відновити одну випадково вибрану руну з числа вже використаних на юніті. «Завершена руна» заощаджує ресурси, даючи 50 % шанс не витрачати їх на застосування руни. Оволодіння рунною магією відбувається після будівництва Школи Рун. Ця школа має максимум три рівні: на першому вивчаються руни 1-2 рівнів, на другому — руни 3-4 рівнів, на третьому — руну 5-го рівня. Абсолютне знання рун (англ. Ultimate Runelore) дозволяє накладати руни без витрат дерева і руди.
- Бойові крики з'явилися у другому доповненні «Племена Сходу» разом з варварським містом, герої якого в принципі не можуть вивчати звичайну магію. Замість магії герої-варвари можуть застосовувати в бою «бойові крики» (англ. warcry), витрачаючи на них звичайну ману. Всього налічується 6 бойових криків на 3-х рівнях (по 2 на кожному). Для вивчення бойових криків потрібно будувати і вдосконалювати відповідну будівлю у замку(для вивчення криків 1-го рівня будується Зал Випробувань, який потім розбудовується у Зал Мужності і Зал Сили для вивчення криків 2-го і 3-го рівнів відповідно). Крім того, для вивчення кожного крику герой-варвар повинен досягти певного рівня. Варварам доступна звичайна похідна магія, хоча в їх замку неможливо побудувати Магічну гільдію. Замість неї існує будівля, в якій герой-варвар може купити талісман, який дає похідне заклинання. Артефакти типу магічних томів і сувоїв для варварів марні.

Особливе місце займає похідна магія, заклинання якої застосовуються на глобальній карті. Для їх вивчення героєві не потрібні які-небудь особливі навички — достатньо, щоб він досяг певного рівня і відвідав місто з Гільдією магів:
- «Виклик корабля» — викликає морське судно при дотриманні двох умов: герой повинен стояти на березі, і незайняте судно має перебувати в зоні дії заклинання. Для вивчення потребує 5 рівня героя.
- «Виклик підкріплень» — викликає з найближчого міста наявні там війська. При застосуванні заклинання витрачається 75 % від максимального запасу очок руху героя. Є можливість вибрати, які загони герой прикличе. Виклик кожної істоти вартує 1 одиницю мани. Для вивчення потребує 10 рівня героя.
- «Астральна брама» — переносить героя і його армію в іншу розвідану область карти. Герой може переміщуватися в будь-яку доступну точку в радіусі 800 очок руху, незалежно від типу місцевості. При телепортації витрачається половина стартового значення очок руху героя на поточний хід. Якщо герой знаходиться на кораблі, то він може переміщуватися тільки на морську клітинку. Для вивчення потребує 15 рівня героя.
- «Портал в місто» — переносить героя в найближче дружнє місто, в тому числі й підземне. При його застосуванні всі одиниці пересування, скільки б їх не було, втрачаються. Для вивчення потребує 20 рівня героя.

На відміну від попередніх ігор серії, герой відновлює в день стільки мани, скільки становить його характеристика Знання. При набутті здатності «Регенерація мани» швидкість поповнення мани подвоюється. Герой зі здатністю «Інтелект» отримує на 50 % більший запас мани. У істот-магів є власний запас мани, який відновлюється після кожного бою.

### Артефакти
Артефакти — це предмети, які герой може носити на собі, або в рюкзаку, отримуючи від них посилення своїх навичок і характеристик або особливі можливості. Артефакти можна знайти на стратегічній карті, чи отримати як винагороду за виконання певних завдань. У кожного героя є обмежена кількість слотів для носіння артефактів на тілі (дев'ять), але при цьому необмежене місце в рюкзаку. В будь-який момент, окрім битви, спорядження героя можна змінити. В другому доповненні «Племена Сходу» з'явилися збірні артефакти, наприклад, комплекти обладунків. Збірні артефакти можуть давати бонуси навіть не в повному зборі.
Особливе місце займає артефакт Сльоза Аші (англ. Tear of Asha). У попередніх частинах гри відповідний артефакт називався Грааль. Сльоза Аші, після будівництва спеціальної споруди в місті, підвищує приріст істот та приносить 5000 золота щодня, а також підсилює вміння і/або параметри героїв. У деяких сценаріях здобуття Сльози Аші є умовою перемоги.

## Фракції
У грі є шість фракцій: Притулок, Лісовий Союз, Академія Магії, Ліга Тіней, Некрополіс, Інферно. Ще дві фракції — Підгірний народ і Велика орда — були додані разом з двома аддонами гри — Hammers of Fate та Tribes of the East відповідно.

### Притулок
Притулок (англ. Haven) — фракція людей, якою керують полководці й релігійні лідери. Представлена Священною Імперією Грифона, що прагне законності й порядку. Відштовхуючись від військових традицій, має вміння тренувати воїнів, раз на тиждень вдосконалюючи частку військ з нижчого рівня до вищого. Вони — головні герої місій, що входять до кампанії гри. Головні персонажі: Королева Ізабель та Годрик — дядько короля і головнокомандуючий армії Імперії Грифона.
Істоти: Селянин (Призовник), Лучник (Арбалетник), Піхотинець (Зброєносець), Грифон (Імперський грифон), Священик (Інквізитор), Вершник (Паладин), Ангел (Архангел);
Расова навичка: Контрудар (англ. Counterstrike) — дозволяє частіше завдавати удару у відповідь і сильнішого, ніж інші фракції;
Герой: Лицар (англ. Knight) — боєць ближнього бою. Зі старту може наймати війська на третину дешевше, або автоматично атакувати ворожий загін у відповідь на атаку його загону. Також може рано оволодіти закляттям «Благословення», що трохи підвищує базові параметри;

### Лісовий Союз
Лісовий Союз (англ. Sylvan) — фракція ельфів, заснована на фракції Оплот (англ. Rampart) з HoMM III. Сила як героїв-ельфів, так і ельфійських воїнів, зосереджена в умінні стрільби. Армія володіє фантастичними істотами поряд з ельфами, такими як єдинороги й дракони.
Істоти: Піксі (Фея), Танцюрист леза (Військовий танцюрист), Мисливець (Старший мисливець), Друїд (Друїд-старійшина), Єдиноріг (Срібний єдиноріг), Ент (Древній ент) та Зелений дракон (Смарагдовий дракон);
Расова навичка: Месник (англ. Avenger) — дозволяє завдати сильнішої атаки по тих ворогах, яких Лісовий Союз уже багато вбивав раніше;
Герой: Рейнджер (англ. Ranger) — герой-лучник, його постріли можуть отримувати надбавку до атаки за кожен рівень героя, також Рейнджер здатний зачаровувати стріли, додаючи до фізичної атаки ефект якогось закляття. Може атакувати будь-яку істоту в армії ворога за вивчення відповідного вміння;

### Академія
Академія (англ. Academy) — фракція, в якій домінують чарівники і магічні істоти, заснована на Замку Чародіїв з HoMM II. Більшість героїв цієї фракції зосереджені на застосуванні магічних здібностей, а не на грубої сили. Їхня армія переважно складається із стрільців та істот, які можуть літати. Головний герой Академії Магії — Зехір, син Архімага Сайруса і новий Архімаг.
Істоти: Гремлін (Майстерний гремлін), Камінна горгулья (Обсидіанова горгулья), Залізний голем (Сталевий голем), Маг (Архімаг), Джин (Султан джинів), Ракшас-князь (Ракшас-раджа) та Колос (Титан);
Расова навичка: Майстер артефактів (англ. Artificer) — дозволяє створювати магічні артефакти або розбирати їх, аби посилювати війська і героїв;
Герой: Маг (англ. Mage) — може обрати в бою одну ціль, якій закляття завдаватимуть подвоєної шкоди. Магічні атаки по його армії мають шанс відбитися у випадковому напрямку. Здатний пожертвувати в бою артефакт аби полікувати чи воскресити обраний загін;

### Підземелля
Підземелля (англ. Dungeon) — фракція темних ельфів, які живуть у підземній імперії Іґг-Шайл (англ. Ygg-Chall). Це група пропащих ельфів, оповитих таємницями, інтригами та зрадою. Колись вони були частиною фракції Лісового Союзу, але стали вигнанцями, коли уклали угоду з Безликим (англ. Faceless). Головний герой кампанії Темних ельфів — Раїлаг, загадковий і амбітний чорнокнижник.
Істоти: Розвідник (Асасин), Кривава діва (Кривава фурія), Мінотавр (Мінотавр-гвардієць), Темний вершник (Похмурий вершник), Гідра (Глибинна гідра), Тіньова відьма (Тіньова матріарх) та Тіньовий дракон (Чорний дракон);
Расова навичка: Нездоланна магія (англ. Irresistible Magic) — забезпечує шанс на подолання імунітету ворогів до магії;
Герой: Чорнокнижник (англ. Warlock) — здатний за наявності відповідного вміння бачити стихії істот, завдяки чому обирати відповідну протидію. Всі атакуючі закляття можуть стати на половину сильніші, проте вимагають вдвічі більше мани. Може витратити день аби поповнити запас мани;

### Некрополіс
Некрополіс (англ. Necropolis) — фракція нежиті. Колись лише культ, що процвітав у темній частині Імперії, Некрополіс керується відторгнутими чарівниками, які поклоняються перекрученій на свій лад версії Дракона Порядку і прагнуть знайти вічний спокій і красу в смерті. Головний герой кампанії Некрополісу — розумний і хитрий Маркел.
Істоти: Скелет (Скелет-лучник), Зомбі (Чумний зомбі), Привид (Спектр), Вампір (Лорд вампірів), Ліч (Архіліч), Вайт (Рейф), Кістяний дракон (Примарний дракон);
Расова навичка: Некромантія (англ. Necromancy) — дозволяє підіймати вбитих ворогів після перемоги та поповнювати ними ряди своєї армії;
Герой: Некромант (англ. Necromancer) — може оволодіти здатністю зменшувати удачу, бойовий дух та ініціативу ворогів. Частка втрачених військ героя може повертатися після бою. Некромант здатний обрати загін і отримувати ману за завдані ним атаки;

### Інферно
Інферно (англ. Inferno) — темне царство демонів з підземелля, фракція, яка використовує «Відчинення воріт» — метод, що викликає додаткові, хоча й тимчасові, підкріплення на поле бою. Їхні житла побудовані на палаючій лаві. У грі демони зазвичай є супротивниками, яких веде злий Повелитель Демонів Кха-Белех. Головними героями демони є у другій кампанії, де їх веде Аграїл.
Істоти: Біс (Фамільяр), Рогатий демон (Рогатий наглядач), Пекельний пес (Цербер), Сукуб (Метреса сукубів), Пекельний жеребець (Кошмар), Породження безодні (Володар безодні), Диявол (Архідиявол);
Расова навичка: Відчинення воріт (англ. Gating) — дозволяє на час битви прикликати на підмогу групу пекельних істот;
Герой: Повелитель демонів (англ. Demon Lord) — кожна істота Інферно в армії має шанс завдати атаки стихією вогню, забираючи при цьому ману героя. Натомість герой здатний вивчити вміння, щоб поглинати трупи ворогів аби відновити запас мани. Може проклясти обраний ворожий загін і він зазнаватиме атак при кожній дії;

## Сюжет

### Всесвіт гри
Події гри відбуваються у світі під назвою Ашан (англ. Ashan, існує також переклад Асхан), не пов'язаному з місцями дій попередніх ігор серії — Енротом та Аксеотом (згадки про Крега Хака, Сандро, Солміра, Німуса і Німбуса, і лорда Кілбурна — лише «великодні яйця» від розробників. Згідно з легендою, Ашан був створений Ашею (Асхою) (англ. Asha) — Драконом Порядку. Аша виникла з космічного яйця одночасно зі своїм братом-близнюком Ургашем. Вона породила стихійних драконів і раси, що служать їм: Ельрата (Дракон Світла, якому поклоняються в Імперії Грифона), Малассу (Дракон Темряви, яку обрали покровителькою Темні ельфи), Ілата (Дракон Повітря, якому поклоняються у вільних містах Сходу), Сіланну (Дракон Землі, покровителька лісових ельфів), Арката (Дракон Вогню, якому поклоняються гноми) і Шалассу (Дракон Води, їй поклоняються наги). Ургашем були створені демони і, оскільки Ургаш є втіленням хаосу та прагне знищити все, створене Ашею, в сюжеті гри фракція Інферно зазвичай є спільним ворогом для решти фракцій. Сьомим Драконом став Сар-Ілам, пророк, що поклав початок державі магів, яка стала фракцією Академія Магії. Відмовившись від майбутніх перероджень, Сар-Ілам пожертвував собою, щоб відбити вторгнення демонів. Він створив бар'єр, який заточив демонів у ядрі Ашану. Аша не проявляє прихильності до якихось фракцій, оскільки весь Ашан є її творінням. При цьому різні фракції поклоняються їй та іншим драконам в різних формах, так в Некрополісі її уявляють як Богиню-павука.
В Ашані існує великий континент Таллан (англ. Thallan), на якому розташовані володіння ігрових фракцій, а також безліч островів навколо. Всередині ядра Ашану міститься в'язниця демонів — Шио.

### Передісторія
За ігровою історією, Ургаш в давні часи зазнав поразки в битві з Ашею і був заточений у ядрі планети, а Аша злилася з місяцем, витративши на бій більшу частину своїх сил. Демонічні сили, на чолі зі своїм Володарем Кха-Белехом, з допомогою Сар-Ілама, були так само заточені в пекельний світ-в'язницю, Шио. З цього часу почалося чинне літочислення Ашану. Лише коли відбувалося повне місячне затемнення, демони могли вибиратися з ув'язнення (за винятком самого Кха-Белеха). Але на цей випадок був складений календар затемнень, за яким визначалася чергова вилазка демонів, і створений артефакт Серце Грифона, який позбавляв будь-яких демонів втілень на поверхні і відправляв їх назад в Шио.
Сюжет гри починається через двадцять років з моменту останньої битви з демонами, в 969-му році за місцевим літочисленням. Король Імперії Грифона Ніколас збирається побратися з леді Ізабель. Але в день їхнього весілля настає нове місячне затемнення, не передбачене жодним провидцем або календарем, і прямо на церемонію вриваються дияволи з Шио. Убивши їх, король Ніколас розуміє, що почалося масштабне вторгнення демонів в Імперію Грифона, і тому змушений готуватися до війни. Його наречену Ізабель переховують в літньому палаці у супроводі рідного дядька Ніколаса — прославленого лицаря Годріка. Але Ізабель не збирається сидіти склавши руки і намагається допомогти Ніколасу.

### Кампанії
Оригінальна гра має 6 кампаній, по одній за кожну фракцію, які разом складають цілісну історію. Всі кампанії складаються з 5-и сценаріїв.
1. Королева — кампанія за Притулок;
2. Демон — кампанія Інферно;
3. Некромант — кампанія Некрополісу;
4. Чорнокнижник — кампанія Ліги Тіней;
5. Рейнджер — кампанія Лісового Союзу;
6. Маг — кампанія Академії Магії.

Королева
Сценарії: Королева, Бунт, Облога, Пастка, Захід короля
Рішуче налаштована Ізабель не бажає залишатися без Ніколаса і намагається будь-яким способом допомогти йому у війні з демонами. Тому вона відправляє лицаря Годріка за допомогою в країну магів — Срібні Міста до їх лідера Архімага Сайруса. Ізабель так само просить Беатріс, абатису монастиря, розташованого поруч з літнім палацом, домовитися з ельфійською державою Іролланом і її королем Алароном. Сама ж Ізабель покидає літній палац, щоб закликати місцевих жителів до битви.
Далеко не всі жителі, які населяють спокійний південний край Імперії, жадають приєднатися до війська Ізабель, але військове становище змушує її йти на жорсткі заходи: силою збирати війська і захоплювати незгідні з нею міста. Просуваючись по південних землях, Ізабель зауважує, що надто часто стикається з арміями демонів, які, мали б, воювати з Ніколасом далеко на півночі.
До Ізабель повертається Беатріс і повідомляє, що армія ельфів під проводом рейнджера Файдаена готова надати допомогу і чекає її на кордоні з Іролланом. Однак, після прибуття Ізабель туди, Файдаена на місці не виявляється, зате там чекає загін демонів під проводом Аграїла. Абатиса Беатріс заводить Ізабель в пастку, оскільки насправді є суккубом Біарою, помічницею Аграїла. Справжню ж Беатріс Аграїл і Біара вбили ще до того, як Ізабель прибула в літній палац.
Аграїл просить Біару залишити їх наодинці і пояснює Ізабель, що не хоче завдавати їй шкоди і просто змушений виконувати наказ свого господаря — Кха-Белеха — привести її в Шио. Також він пропонує їй «довіритися йому», на що розгнівана Ізабель відповідає відмовою. Аграїл клянеться захистити її, але не помічає, що Біара почула це.
Тим часом лицар Годрік у супроводі своєї дочки Фріди повертається в літній палац. Його спроби закликати магів на допомогу були зустрінуті відмовою гордовитого Сайруса, який пам'ятав попередню війну з демонами. Годрік з'ясовує, що Ізабель захоплена демонами і тимчасово утримується у в'язниці міста Данмур перед відправленням в Шио. Стрімким марш-кидком лицар звільняє Ізабель, але їх починають атакувати армії демонів, що змушує їх спішно організовувати оборону міста.
Посилена оборона Данмура витримує атаки, але його сили поступово виснажуються. Ізабель посилає Годріка за допомогою прямо до Ніколаса. Однак, коли король з'являється на шляху до своєї коханої, його на чолі величезної армії атакує сам Аграїл, заздалегідь сплановши цю пастку. У битві з ним Ніколас намагається використати артефакт Серце Грифона, але з подивом виявляє, що Аграїл не демон і тому не гине і встигає смертельно поранити короля. Вмираючого Ніколаса знаходять Ізабель і Годрік. Останньою волею короля стає коронація Ізабель і передача престолу Імперії їй. Проголошена королева клянеться помститися Аграїлу і всім демонам.
Демон
Сценарії: Зрада, Обіцянка, Завоювання, Корабель, Вибір Аграїла
Аграїл таким чином не виконав завдання Володаря Демонів — полонити Ізабель, але все одно змушений повертатися в Шио, оскільки його переслідує армія Імперії. Разом з Біарою він перетинає кордон Імперії Грифона і стикається з демоном Еразіалом, який з невідомих причин атакує його. Відбивши атаку, Аграїл допитує Еразіала про причину нападу. Той заявляє, що Кха-Белех звелів принести йому артефакт Серце Грифона і голову Аграїла, якого Володар викрив у зраді.
Аграїл здогадується, що хтось шпигував за ним, оскільки у нього дійсно були наміри відвернутися від свого господаря. Разом з Біарою Аграїл вирушає в Зал Героїв, де покоїться вбитий ним Ніколас, щоб забрати поховане з королем Серце Грифона. Паралельно з ним до Залу Героїв пробирається демон Вайєр, посланий Володарем Демонів з тією ж метою. У їх битві біля саркофага Ніколаса Аграїл використовує Серце Грифона і його силою спалює противника.
Від дотику до священного артефакту Аграїл входить в контакт з великим друїдом Тієру, який створив (як згодом з'ясовується) Серце Грифона. Тієру відразу розуміє, що Аграїл не є демоном за походженням. Крім того, дізнавшись, що той відвернувся від свого господаря і має намір вберегти від нього Серце Грифона, Тієру вирішує розкрити йому таємний план Кха-Белеха, але для цього просить Агрїла зустрітися з ним особисто.
Тієру мешкає на одному з островів Драконового архіпелагу в морі Ірісус. Шлях до моря лежить через ельфійську держава Іроллан, жителі якого не раді Аграїлу на своїй землі і намагаються зупинити його. Аграїл змушений вступати в бої і захоплювати їхні міста. Зрештою він вступає в портове місто Ерівел, будує корабель і відпливає до архіпелагу, оточеного густим магічним туманом.
Після блукань водами архіпелагу, Аграїл, нарешті, знаходить Тієру. Друїд першою справою цікавиться причиною зречення Аграїла від демонів і дізнається про його закоханість в Ізабель. Тієру, в свою чергу, розповідає, що метою Володаря демонів є прихід в Ашан Месії Зла — напівлюдини-напівдемона, який, на відміну від чистокровних демонів, зможе постійно знаходитися в світі смертних і при цьому використовувати найсильнішу магію Ургаша. Тієру стверджує, що це означає кінець світу. Народити ж Месію може тільки Ізабель, оскільки ще при її народженні Кха-Белех наклав на неї відповідне прокляття.
Аграїл байдужий до світу, але заради порятунку Ізабель від такої долі він готовий на все. Він приймає на себе Обряд Справжньої Природи, який перериває його зв'язок з демонами. Під час проведення обряду раптово з'являється Біара і намагається викрасти Серце Грифона, але Аграїл, скориставшись цим же артефактом, спопеляє колишню союзницю. Тієру ж, на подив Аграїла, каже, що Біар жива: Серце Грифона не вбиває демонів, а лише відправляє їх назад в Шио. Аграїл розуміє, що армія Кха-Белеха таким чином залишилася сильною, як і раніше.
Некромант
Сценарії: Приманка, Напад, Вторгнення, Вбийство правителя, Правитель Ерішу
За часів правління батька Ніколаса, короля Алекса, Маркел був одним з наближених радників його дружини, королеви Фіони. Але, коли королева померла, Ніколас наказав Годріку вигнати Маркела з Імперії, дізнавшись, що в таємниці від священиків він керував культом некромантів. Маркел оселився на кордоні Еріша, що колись був державою некромантів.
Дізнавшись, що Ніколас мертвий, а в Імперії наростає смута — більшість лордів і перів захотіли бачити на троні не Ізабель, а архієпископа церкви Світла Ренделла або молодого Андріаса, кузена Ніколаса. Маркел вирішує вступити в союз з королевою, але для власних, більше нікому не відомих цілей. Обдуривши охорону, він добирається до кордонів Імперії Грифона і зустрічається з Ізабель. Маркел пропонує королеві союз, обіцяючи воскресити з мертвих Ніколаса. Для цього йому потрібні чотири артефакти, які забрав у нього колись Архімаг Сайрус. Зрозумівши, що Маркел збирається зробити це за допомогою некромантії — забороненого для лицарів вчення — королева з обуренням відкидає його пропозицію. Але Маркел переконує її в правильності справи, натякаючи, що лише повернення Ніколаса здатне допомогти їй залишитися при владі, зберігши при цьому цілісність Імперії. Крім того, це відмінний шанс помститися Сайрусу за його недавню відмову в допомозі Імперії. Ізабель погоджується на обряд воскресіння, але попереджає Маркела, що буде стежити за ним.
Годрік, який знав Маркела в колишні часи, впевнений, що некроманту не можна довіряти в жодному разі, проте кориться наказом королеви. Разом з Ізабель і Маркелом він вступає у війну з магами.
Насамперед, щоб зібрати армію нежиті, Маркел захоплює зруйноване місто Некрополісу Міфоград і відбудовує його. Після цього герої атакують місто магів Хікам, де зберігається перший потрібний Маркелові артефакт — Амулет Некроманта. Ізабель, яка все ще не довіряє некроманту, віддає Амулет на зберігання Годріку.
Продовжуючи вторгнення в Срібні Міста, Маркел та Ізабель захоплюють ще два потрібних артефакти — Посох Пекла і Плащ смертоної Тіні. За допомогою посоха Маркел проклинає міста магів, перетворюючи їх на міста Некрополісу. Однак маг Сайрус, власник останнього необхідного Маркелу предмета, Персня Грішників, використовує Перстень, ховаючись в іншій реальності. Зібравши могутню армію з кістяних драконів, Маркел переслідує його, знаходить і вбиває, забравши Перстень.
Заволодівши всіма артефактами, Ізабель (і Маркел, що стежить за нею нишком) повертається до Годріка за Амулетом Некроманта. Але старий лицар відмовляється віддати його, бачачи, на що Маркел перетворив Імперію Грифона і вирішивши, що Ізабель зачаклована ним. Взявши артефакт з собою, він барикадується в місті Хікам, де збирає солідні сили. Щоб виманити Годріка з Хікама, Маркел захоплює його дочку Фріду, розраховуючи, що лицар прийде за нею. Але Годрік не виходить, а замість себе посилає загін ангелів. Тим часом становище Ізабель змінюється: власні війська поступово залишають її і примикають до Годріка, а партизанські загони захоплюють її шахти.
Убивши надісланих Годріком ангелів, Маркел виготовляє з їхніх крил артефакт, за допомогою якого перелітає гори, що оточують Хікам, і атакує Годріка. Після кривавої битви за участю не лише магів, але і сил Імперії, старий лицар все ж зазнає поразки. Некромант пропонує Ізабель стратити Годріка як зрадника, але та відмовляється, пояснюючи, що той надто довго служив Імперії вірою і правдою, і сподівається, що він одумається. Лицаря кидають у в'язницю, а Маркел та Ізабель вирушають в Зал Героїв, щоб воскресити Ніколаса.
Чорнокнижник
Сценарії: Вождь клану, Експансія, Служитель культу, Марш, Пропозиція Раїлага
Тим часом в Ігг-Шайлі, країні Темних ельфів, клан Затаврованих Тінню втратив свого вождя. Згідно з традицією, для вибору нового вождя старійшини клану влаштовують турнір, взяти участь у якому може будь-який чорнокнижник. Одним з претендентів виступає нікому невідомий Темний ельф Раїлаг. Він перемагає своїх суперників і стає новим вождем клану.
Ставши вождем, Раїлаг не зупиняється на досягнутому і намічає собі наступну мету — об'єднати всі клани Ігг-Шайлу в одне королівство. Він каже, що передбачає «велику війну», в якій кланам не вижити поодинці. За порадою, як це зробити, чорнокнижник звертається до дракона Малсари, яку називають «дочкою Маласси».
Малсара радить Раїлагу розшукати одну зі Сліз Аші — стародавній артефакт, який приносить містам величезну могутність. Раїлаг знаходить Сльозу, попутно підкоривши клан Осколків Темряви, на землях якого здійснював пошуки.
Незабаром після початку захоплення Раїлагом міст Осколков Темряви до нього звертається Темна ельфа Шадія, яка давно вела проти цього клану партизанську війну. Вона пропонує Раїлагу свої послуги як першої помічниці. Раїлаг приймає її пропозицію, і разом з Хранителькою Закону затаврованих Тінню вони виступають проти клану Суворих Сердець — наймогутнішого клану Ігг-Шайлу. Чорнокнижник впевнений, що після перемоги над цим кланом інші, дрібніші клани вже не чинитимуть опору. Крім того, у Раїлага свої рахунки з Суворими Серцями: цей клан уклав союз з демонами, і за висловом чорнокнижника, охоче віддав би всіх Темних ельфів в рабство до демонів.
Підкоривши клан Суворих Сердець, Раїлаг допитує одного зі вцілілих асасинів і знаходить захований у Сердець артефакт — Вогняне Дзеркало. За його допомогою він разом з Шадією підглядає розмову Володаря Демонів Кха-Белеха і раніше переможеного Аграїлом демона Вайєра. Володар наказує Вайєру схопити королеву Ізабель на шляху до Залу Героїв. Шадія дивується, звідки Раїлагу стільки відомо про демонів, на що ельф відповідає: «Я був одним з них». Бажаючи перешкодити Вайєру, він висувається до земель Імперії Грифона, вирішивши для швидкості пройти через величезний підземний лабіринт.
Не без пригод минувши лабіринт, Раїлаг виходить на поверхню, і тепер шлях його лежить через землі демонів. Подолавши і їх, чорнокнижник разом з Шадією потрапляє на кордон королівства, де саме зустрічаються Вайєр, який влаштував засідку, на Ізабель з Маркелом, що прямують в Зал Героїв. Надавши підтримку в битві, Раїлаг на очах у королеви вбиває Вайєра. Темний ельф намагається переконати королеву, що демонам потрібна саме вона, і радить їй вирушити з ним. Маркел називає слова ельфа божевільними, і Ізабель, подякувавши Раїлагу, відмовляється, продовживши свій шлях з некромантом для воскресіння Ніколаса.
Рейнджер
Сценарії: Біженці, Смарагдові дракони, Оборона, Архіпелаг, Вищий вампір
Маркел та Ізабель прибувають в Зал Героїв, де покоїться Ніколас. Здійснюючи обряд воскресіння, Маркел оживляє Ніколаса, але як вищого вампіра, щоб зробити з нього головного полководця для своїх військ нежиті. Ізабель впадає в розпач, що дає Маркелові можливість правити Імперією Грифона самому.
Армії нежиті та Імперії Грифона, під керівництвом Маркела, наближаються до ельфійської держави Іроллану. Вірні Імперії лицарі шукають притулок у короля ельфів Аларона. Головному герою кампанії, патріотичному ельфу Файдаену, відданий наказ охороняти кордони Іроллана, щоб затримати вторгнення вищого вампіра Ніколаса до того, як Іроллан буде готовий до війни. Несподівано паралельно з набігами некромантів в Іроллан вривається армія демонів під проводом суккуба Біари.
Переможена Файдаеном Біара тікає, але тут же стає ясно, що некроманти скористалися рейдом демонів і стрімко наближаються до столиці Іроллана. Ельфи потребують хорошої оборони, тому король Аларон викликає Файдаена до себе і наказує йому попросити допомоги у смарагдових драконів. За часів першої війни з Володарем Демонів Кха-Белехом Аларону не вистачило рішучості, щоб врятувати батька Ніколаса — Алекса, — і за цей промах дракони покинули його і Іроллан.
Завдання Файдаена виявилося не з легких, оскільки острова Гарячих Пісків, де сховалися смарагдові дракони, перебуває під контролем демонів. Розшукавши драконів, Файдаен повертається назад вже в самий розпал війни нежиті і ельфів і бачить, що столиця Іроллана — Сайріс-Талла, — знаходиться в облозі. Хоча ельф, використовуючи свіжі сили, відвойовує місто, король Аларон вже знаходиться присмерті. Перед смертю він говорить Файдаену про план Кха-Белеха, що загрожує всьому Ашану, і, щоб запобігти загрозі, посилає Файдаена за допомогою до легендарного друїда Тієру.
Відвоювавши у некромантів довколишні землі Сайріс-Талла і залишивши на їх захист двох сильних генералів, Файдаен вирушає в Ірісійське море, де живе Тієру. Але якраз на підході туди ельф бачить висадку на острів армії демонів під проводом Біари . Біара руйнує будинок Тієру, і вбиває самого мудреця, забравши у нього артефакт Серце Грифона. Однак, дух Тієру ще залишається в світі досить довго, щоб переговорити з Файдаеном. Тієру розповідає про очікуваний Кха-Белехом прихід у світ Месії Зла і Ізабель, яка повинна його народити.
Тієру уже володів сувоєм заклинання, яке мало очистити Ізабель від її прокляття, але саме за цим сувоєм і прибула Біара, виконуючи наказ Кха-Белеха. У суккуба бракує часу втекти, і Файдаен наказує їй повернути йому сувій в обмін на життя.
Тепер Файдаен повертається в Іроллан, але перед тим, як знайти Ізабель для проведення магічного обряду, він виганяє військо нежиті з своєї країни і знищує вищого вампіра Ніколаса.
Маг
Сценарії: Зухвалий маг, Звільнення, Тріумвірат, Альянс, Надія Зехіра
Син загиблого Архімага Сайруса вирішив помститися за смерть батька і звільнити розорені нежиттю Срібні Міста . Основна армія некроманта Маркела саме виявилася кинута на війну з Іролланом і демонами, котрі намагаються проникнути в Імперію Грифона для захоплення Ізабель.
Коли місія Зехіра підходить до успішного завершення, до нього прибуває посол від ельфа Файдаена. Файдаен за повчанням загиблого друїда Тієру просить у мага допомоги у здійсненні Обряду Справжньої Природи, який повинен позбавити королеву Ізабель від прокляття Володаря Демонів.
Зехір погоджується допомогти і вирушає на зустріч з Файдаеном прямо в Імперію Грифона . Але ворожі лицарські війська створюють для нього великі перешкоди, тому спочатку Зехір звільняє з в'язниці лицаря Годріка, здатного переконати їх і повести за собою.
Разом з Годріком і Файдаеном Зехір заганяє Маркела в глухий кут. Попри те, що некромант убезпечує себе могутніми чаклунськими реліквіями, союз лицаря, ельфа і мага здобуває перемогу над ним. Убивши Маркела, Зехір заклинанням спалює його тіло, щоб у нього не було можливості знову воскреснути.
Після цього троє героїв вирушають в похід на столицю Імперії — замок Кіготь, щоб захопити королеву Ізабель. По дорозі вони зустрічають темного ельфа Раїлага разом з його помічницею Шадією.
Під час проведення обряду Справжньої Природи темна ельфа Шадія раптово обертається суккубом Біарою і, використовуючи артефакт Серце Грифона, забирає тіло Ізабель в пекельне царство Шио, до свого повелителя Кха-Белеха. Зехір придумує як використовувати залишене нею Серце Грифона для переміщення в Шио, і четверо героїв починають погоню за суккубом.
Прибувши в Шио, вони насамперед захоплюють цитадель Біари, споруджену на місці загибелі батька Ніколаса, і Раїлаг вимагає від суккуба показати дорогу до замку Володаря Демонів. Але після прибуття на місце Біара відразу ж поспішає на сторону Кха-Белеха, який сховався за могутніми магічними стінами своєї цитаделі. Герої вимагають повернути королеву Ізабель, але Кха-Белех оголошує, що вони прийшли надто пізно, оскільки він вже отримав від неї дитину. Кха-Белех пропонує Раїлагу, який відкрито визнав, що він — колишній Аграїл, забрати королеву, але тільки якщо той розправиться з Годріком, Файдаеном і Зехіром. Раїлаг відмовляється зраджувати друзів, і герої вступають в бій з Володарем Демонів.
Військо Кха-Белеха зазнає поразки, але сам Володар залишається в живих, готовий зібрати нову армію і дочекатися приходу Месії Зла. Знаючи, що Ізабель створить велику загрозу в світі смертних, герої приходять до розбіжностей, вирішуючи її долю. Зехір обіцяє трьом друзям знайти з допомогою магії спосіб запобігти народженню Месії.
В заключному ролику з'ясовується, що королева Ізабель не тільки сприяла появі сина Кха-Белеха, а й сама, будучи зачаклованою, в таємниці служить йому, задумавши укласти новий порядок в Імперії Грифона. Так її історія залишається незавершеною, відкриваючи простір для сюжетів доповнень.

## Доповнення
До гри було випущено два доповнення: Hammers of Fate і Tribes of the East. Зміни, внесені патчами в оригінальну гру, входять і в доповнення. Також вийшло два додаткові видання — срібне і золоте. Срібне видання містило оригінальну гру, перше доповнення і додаткову місію, присвячену десятиріччю компанії Nival Interactive. Золоте видання містило гру, обидва доповнення і додаткову місію за мотивами гри Dark Messiah of Might and Magic, яка умовно завершує всю історію Heroes of Might and Magic V.

### Молоти Долі
Перший аддон до гри вийшов 17 листопада 2006 року в Європі і 24 листопада 2006 у Північноамериканському регіоні. Крім п'ятнадцяти нових місій кампанії, яка є продовженням історії, початої в оригінальній HoMM V, він містив у собі нову фракцію Фортеця (англ. Fortress), переважно представлену гномами, альтернативну гілку розвитку істот для фракції Притулку, систему караванів і генератор випадкових карт.

### Племена Сходу
Другий аддон вийшов 12 жовтня 2007 в Європі і 19 жовтня 2007 у Північноамериканському регіоні. Він додав нову фракцію Твердиня (англ. Stronghold), представлену орками, і альтернативний розвиток для всіх істот, крім нейтральних. Також були додані збірні комплекти артефактів, які складаються з декількох артефактів, що дають додаткові бонуси, будучи зібрані разом. Була перероблена система некромантії, тепер перетворення істот в нежить потребувало «темної енергії». В доповненні завершувалася історія Ізабель, почата в оригінальній грі.

## Оцінки й відгуки
| Агрегатор  | Оцінка |
| ---------- | ------ |
| Metacritic | 77/100 |

| Видання   | Оцінка |
| --------- | ------ |
| Eurogamer | 8/10   |
| GameSpy   | 3.5/5  |
| IGN       | 7.8/10 |

Heroes of Might and Magic V здобула досить високі оцінки, отримавши на агрегаторі Metacritic середню оцінку в 77 балів зі 100.
IGN відзначили якісне виконання 3D-графіки, зокрема дизайн міст, військ і полів бою. Також похвалу отримав великий набір здібностей героїв з оновленими, порівняно з попередніми іграми, спеціалізаціями. Було високо оцінено тривалу кампанію, додаткові сценарії та мультиплеєрні карти. Відсутність вибору гілок розвитку армій з Heroes of Might and Magic IV було вказано як недолік. Крім того зауважувалось недостатнє керівництво, що знайомить гравця лише з основами гри. Heroes of Might and Magic V отримала 7,8/10. «Просто не очікуйте, що розробники зробили щось більше, ніж перенесли старі ігри на 3D-рушій» — підсумовувалось у вердикті.
Згідно з рецензією GameSpy, що оцінили гру в 3.5/5, гра має вражаючу графіку, проте невиразну музику, котра не затримується в пам'яті. Стверджувалось, що Heroes of Might and Magic V більше переймає вдалі ідеї в Heroes of Might and Magic III, ніж пропонує власні інновації. В той же час гра знайшла хороший компроміс між участю героя в битві як лише закляттями з третьої частини та його особистою участю на полі бою з четвертої. Було позитивно оцінено впровадження ініціативи для визначення черги ходу істот, і велику кількість (понад 200) різних здібностей героїв. Кампанії було визнано нетривалими, проте цікавими, котрі складають єдину доволі довгу історію. В той же час кат-сцени називалися виконаними «на рівні фільмів категорії Б».
На думку Eurogamer, «Це не є великий стрибок для геймінгу; але в умовах затишшя й привітання традиціоналізму — це невеликий крок до затишку».